# Arvidsjaur
Arvidsjaur este un oraș în Suedia.

## Demografie
| \| Evoluția demografică a zonei urbane Arvidsjaur, 1970–2015 \| Evoluția demografică a zonei urbane Arvidsjaur, 1970–2015 \| Evoluția demografică a zonei urbane Arvidsjaur, 1970–2015 \| Evoluția demografică a zonei urbane Arvidsjaur, 1970–2015 \| Evoluția demografică a zonei urbane Arvidsjaur, 1970–2015 \| \| --------------------------------------------------------------------------------------- \| --------------------------------------------------------- \| --------------------------------------------------------- \| --------------------------------------------------------- \| --------------------------------------------------------- \| \| An \| \| \| Locuitori \| \| \| 1970 \| 1970 \| \| 3.541 \| 3.541 \| \| 1975 \| 1975 \| \| 4.194 \| 4.194 \| \| 1980 \| 1980 \| \| 4.903 \| 4.903 \| \| 1990 \| 1990 \| \| 5.260 \| 5.260 \| \| 1995 \| 1995 \| \| 5.087 \| 5.087 \| \| 2000 \| 2000 \| \| 4.735 \| 4.735 \| \| 2005 \| 2005 \| \| 4.644 \| 4.644 \| \| 2010 \| 2010 \| \| 4.635 \| 4.635 \| \| 2015 \| 2015 \| \| 4.655 \| 4.655 \| \| Sursa: SCB - Statistika Centralbyrån, Folkmängden per tätort. Vart femte år 1960 - 2016 \| \| \| \| \| |      |  |           |       |
| Evoluția demografică a zonei urbane Arvidsjaur, 1970–2015 |      |  |           |       |
| An |      |  | Locuitori |       |
| 1970 | 1970 |  | 3.541     | 3.541 |
| 1975 | 1975 |  | 4.194     | 4.194 |
| 1980 | 1980 |  | 4.903     | 4.903 |
| 1990 | 1990 |  | 5.260     | 5.260 |
| 1995 | 1995 |  | 5.087     | 5.087 |
| 2000 | 2000 |  | 4.735     | 4.735 |
| 2005 | 2005 |  | 4.644     | 4.644 |
| 2010 | 2010 |  | 4.635     | 4.635 |
| 2015 | 2015 |  | 4.655     | 4.655 |
| Sursa: SCB - Statistika Centralbyrån, Folkmängden per tätort. Vart femte år 1960 - 2016 |      |  |           |       |